# Moebelotinus transbaikalicus
Genre
Espèce
Synonymes
- Panamomops transbaikalicus Eskov, 1989

Moebelotinus transbaikalicus, unique représentant du genre Moebelotinus, est une espèce d'araignées aranéomorphes de la famille des Linyphiidae.

## Distribution
Cette espèce se rencontre en Russie en Transbaïkalie et en Mongolie,.

## Description
Le mâle holotype mesure 1,70 mm et les femelles de 1,63 à 1,85 mm.

## Étymologie
Son nom d'espèce lui a été donné en référence au lieu de sa découverte, la Transbaïkalie.

## Publications originales
- Eskov, 1989 : New Siberian species of erigonine spiders (Arachnida, Aranei, Linyphiidae). Spixiana, vol. 11, p. 97-109 (texte intégral).
- Wunderlich, 1995 : Linyphiidae aus der Mongolei (Arachnida: Araneae). Beiträge zur Araneologie, vol. 4, p. 479-529.